# NGC 33
NGC 33 je dvojna zvezda (F6 in F4) v ozvezdju Rib. Četudi sta navidezno zelo blizu na nebu, pa sta fizikalno nepovezani. Vzhodna (in malo temnejša) komponenta je oddaljena 4020±520 svetlobnih let stran od Sonca, zahodna, svetlejša zvezda pa je od nas oddaljena povprečno 5560±580 svetlobnih let. A ker imata podobni lastni gibanji, ostaja njuno razmerje še nejasno.

## Odkritje
NGC 33 je odkril nemški astronom Albert Marth 9. septembra 1864.